# Дудипта
Дудипта (рос. Дудыпта) — річка в Росії, у південній частині Таймиру, Красноярський край. Права притока р. Пясіна, басейн Карського моря. Площа басейну 33 100 км², повністю розташований в межах вічної мерзлоти. Дудипта бере початок з  озера Макар (Дудиптські озера); далі протікає по вкрай заболоченій, тундровій місцевості протікає в центральній частині Північно-Сибірської низовини. Основні притоки — річки Кистиктах, Авам, Кам'яна, Килкай, Тундрова, Чадний — праворуч . Загальна довжина 687 км. Льодостав з кінця вересня по початок червня. У липні-серпні судноплавна протягом 150 км від гирла. Багата рибою (муксун, чир та ін.) Влітку на річці збирається водоплавні птахи.